# مهرجان بيروت السينمائي الدولي
مهرجان بيروت السينمائي الدولي هو مهرجان سينمائي يقام في بيروت كل عام، وكانت أول بداية له في عام 2003 وتعرض هذا المهرجان لتغير اسمه عدة مرات. وتعرض أيضا للإيقاف عدة مرات. وآخر مرة جرى فيها إقامة هذا المهرجان كان في عام 2015.

## وصلات خارجية
- صفحة المهرجان.